# Wolf Erich Kellner

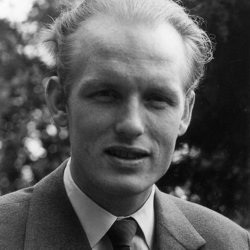
Wolf Erich Kellner (1930–1964)

Wolf Erich Kellner (* 18. September 1930 in Wetzlar; † 6. Juli 1964 in Marburg) war ein deutscher Archivar, Historiker und Politiker (FDP).

## Leben und Wirken
Wolf Erich Kellner, Sohn des Bankiers Otto Kellner (1901–1981) und seiner Ehefrau Berta, geb. von Recklinghausen (1902–1978), ging in Wetzlar, Frankfurt am Main, Brandenburg an der Havel und Fulda zur Schule. 1949 legte er das Abitur am Realgymnasium in Wetzlar ab. Anschließend begann er ein Studium der Chemie und Mineralogie an der Philipps-Universität Marburg, wechselte dann aber zur Rechtswissenschaft. 1957 absolvierte er die Erste juristische Staatsprüfung. Zwischen 1957 und 1959 war er als wissenschaftlicher Assistent an der Universität Marburg tätig. Nach dem parallelen Studium der Geschichte und Kunstgeschichte wurde er 1960 in Marburg bei Heinrich Büttner mit einer Dissertation zum Thema „Das Reichsstift St. Bartholomäus zu Frankfurt am Main im Spätmittelalter“ zum Dr. phil. promoviert. Im selben Jahr begann er den wissenschaftlichen Lehrgang für die Ausbildung zum höheren Archivdienst an der Archivschule Marburg. Von 1962 bis 1964 wirkte er als Archivassessor am Hessischen Staatsarchiv Marburg und unterrichtete seit 1964 an der Archivschule Marburg. Seinen Plan, in der Rechtswissenschaft promoviert zu werden, konnte er nicht mehr verwirklichen.

## Politische Tätigkeiten
Während seines Studiums war Kellner bereits politisch engagiert. 1952 trat er dem Liberalen Studentenbund Deutschlands (LSD), den Jungdemokraten (DJD) und der Freien Demokratischen Partei (FDP) bei. 1956/57 amtierte er als Landesvorsitzender des Liberalen Studentenbundes Hessen und seit 1961 gehörte er dem Landesvorstand der Jungdemokraten Hessen an. Ein Jahr später wurde er zum Landesvorsitzenden gewählt und war als Beisitzer im Bundesvorstand der Jungdemokraten tätig. Außerdem war er geschäftsführender Kreisvorsitzender der FDP Marburg sowie Mitglied im Landesvorstand der FDP Hessen.
Kellner war seit 1958 mit Annelott Scherer verheiratet. Er kam 1964 bei einem Autounfall ums Leben.

## Wolf-Erich-Kellner-Gedächtnisstiftung und Wolf-Erich-Kellner-Stiftung
Zum Andenken an Wolf Erich Kellner rief sein Vater Otto Kellner 1965 die Wolf-Erich-Kellner-Gedächtnisstiftung ins Leben. Sie wird treuhänderisch von der Friedrich-Naumann-Stiftung für die Freiheit verwaltet und vergibt seit 1966 jährlich den Wolf-Erich-Kellner-Preis.
Im gleichen Jahr 1965 errichtete Otto Kellner an der Philipps-Universität Marburg die unselbständige „Wolf-Erich-Kellner-Stiftung“, weil sein Sohn 1960 an der Philipps-Universität Marburg promoviert worden war. Im Jahre 2005 hob das Präsidium der Universität diese Stiftung auf. Seither werden „unter größtmöglicher Berücksichtigung des Stifterwillens die bis zu diesem Zeitpunkt aufgelaufenen Mittel so lange für einen jährlich zu verleihenden Preis für eine ausgezeichnete Abschlussarbeit (Dissertation, Magister-, Master- oder Staatsexamensarbeit) in mittelalterlicher Geschichte verwendet, bis sie aufgebraucht sind.“

## Schriften
Bücher
- Das Reichsstift St. Bartholomäus zu Frankfurt am Main im Spätmittelalter (= Studien zur Frankfurter Geschichte. Bd. 1). Kramer, Frankfurt a. M. 1962, DNB 452366453.
- Johann Philipp Chelius (1610–1683). Die Reichsstadt Wetzlar und die Anfänge ihrer Geschichtsschreibung (= Mitteilungen des Wetzlarer Geschichtsvereins. Sonderbd. 20). Wetzlarer Geschichtsverein e.V., Wetzlar 1962, DNB 458771139.
- Verfassungskämpfe und Staatsgerichtshof in Kurhessen (= Beiträge zur hessischen Geschichte. Bd. 3). Trautvetter & Fischer, Marburg/Witzenhausen 1965, DNB 452366461.

Aufsätze
- Neues aus dem schriftlichen Nachlaß des Jean Georges Wille. Bericht über die vom Pariser Nationalarchiv im Jahr 1961 erworbenen Stücke. In: Mitteilungen des Oberhessischen Geschichtsvereins Gießen 49/50 (1965), S. 144–189 (online).
- Das Oberappellationsgericht zu Kassel als kurhessischer Staatsgerichtshof. In: Justiz-Ministerialblatt für Hessen 16 (1964), Nr. 7, S. 62–77.
- Schotten und seine Liebfrauenkirche im 14. Jahrhundert. In: Hessisches Jahrbuch für Landesgeschichte 12 (1962), S. 51–76.
- Ein unbekanntes Kopiar der Diede zum Fürstenstein. In: Otto Perst (Hrsg.): Festschrift zum 60. Geburtstag von Karl August Eckhardt. Trautvetter & Fischer, Marburg/Witzenhausen 1961, S. 183–201.
- Landrecht und Landesgeschichte. Betrachtungen zu einer hessischen Rechtskarte für 1792. In: Hessisches Jahrbuch für Landesgeschichte 9 (1959), S. 120–150.